# دالگوو-دوبریتس
دالگوو-دوبریتس (به آلمانی: Dallgow-Döberitz) یک شهر در آلمان است که در هافه‌لانت واقع شده‌است. دالگوو-دوبریتس ۸٬۰۸۶ نفر جمعیت دارد.